# حاضری‌فروشی

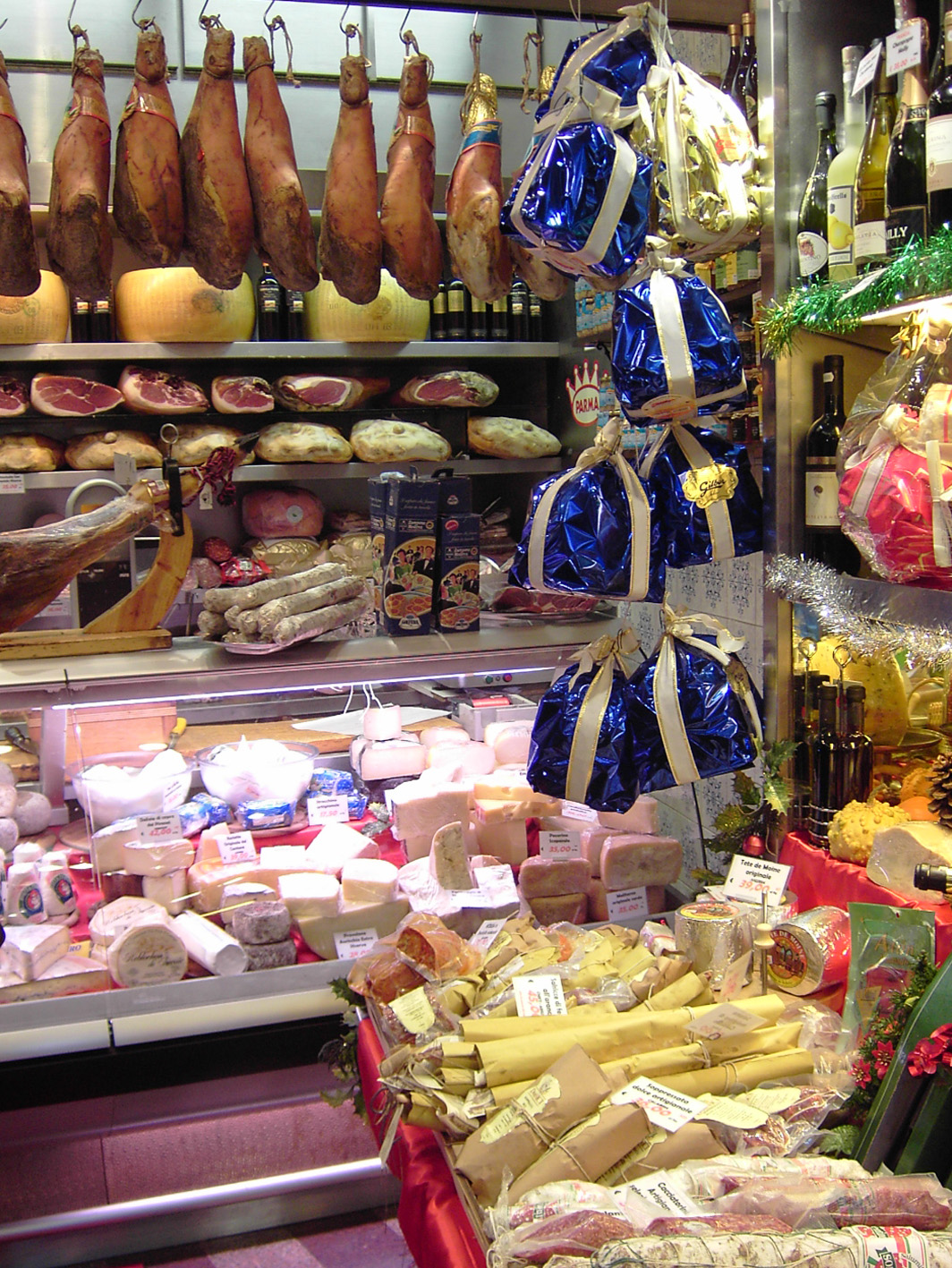
یک اغذیه فروشی در شهر رم در ایتالیا

حاضری‌فروشی یا غرفهٔ حاضری‌فروشی (به آلمانی: delicatessen)(به انگلیسی: deli) نوعی خرده‌فروشی است که در آن خوراک‌های غیرمعمول خارجی به فروش می‌رسد. منشأ این نوع از مغازه به آلمان و در طی قرن هیجدهم بر می‌گردد که سپس از اواسط قرن نوزدهم در ایالات متحده آمریکا توسط مهاجرت به ایالات متحده آمریکا و به‌خصوص توسط یهودیان اشکنازی رواج پیدا کرده است.